# Donna & Joe
Syskonen Donna & Joseph McCaul representerade Irland i Eurovision Song Contest 2005 i Kiev, Ukraina med latino-poplåten "Love?" som är skriven av Karl Broderick. Låten blev utslagen i semifinalen.
Syskon-duon vann den irländska uttagningen som är i form av en dokusåpa likt Fame Factory som i Irland heter You're a star. Tävlingen har varit Irlands uttagning de senaste tre åren och 2005 blev alltså Donna och lillebror Joseph vinnare.